# ANS TV
ANS TV — частный независимый и новостной телеканал Азербайджана. Считался первым независимым азербайджанским телеканалом, созданным до распада СССР.

## Предыстория
В 1990 году был создан телеканал «AZV». После провозглашения независимости Азербайджана Вахид Мустафаев решил закрыть телеканал «AZV» и на его месте запустить первый независимый телеканал «ANS TV».

## История
Телеканал был запущен 26 ноября 1991 года. Первоначально на телеканале выходила одна телепередача — «Xəbərçi». Над передачей трудились два человека — братья Вахид и Сейфулла Мустафаевы , который в итоге стал ведущим информационной телепередачи.
Начиная со 2 марта 1992 года на телеканале стали появляться остальные телепередачи. Телеканал освещал многие события в Азербайджане: Война в Нагорном Карабахе, Геноцид в Ходжалы (вещание велось в том числе с линии фронта), отставка Аяза Муталибова, теракты и пожар в Бакинском метрополитене, попытка государственного переворота в стране, массовый расстрел студентов в АГНА.
Огромную популярность телеканал завоевал в годы Карабахской войны, когда корреспондент Чингиз Мустафаев освещал события на фронте и сам погиб 15 июня 1992 года.
В 1992 году на телеканале появилась реклама. Затем на некоторое время вещание было временно приостановлено.
Спустя год вещание было возобновлено указом нового президента Гейдара Алиева. Телеканалом по-прежнему управляли братья Мустафаевы, который загорелся идеей на базе телеканала создать одноимённый медиа-холдинг.
28 мая 1994 года была запущена радиостанция ANS FM.
В 1994 году численность сотрудников телеканала достигла 30 человек. В том же году произошёл конфликт между ANS и AzTV, вследствие чего многие сотрудники были уволены из ANS, а сам телеканал вместе с радио вновь временно приостановил работу.
Чуть позже телеканал вновь возобновил вещание. Непростым для телеканала выдался 1995 год, когда телеканал повздорил с ОМОНом, и было задержано несколько сотрудников телеканала.
В 1996 году был открыт первый сайт телеканала ans-dx.com. В том же году было подписано распоряжение об охране авторских и смежных прав на телеканале.
В 1999 году возник спор между ANS и телеканалом ABA TV. Владельцы последнего раскритиковали ANS TV за то, что ANS показывали российскую рекламу, которая ударяет по бюджету страны.
17 августа 1999 года произошло Измитское землетрясение, после которого сотрудники ANS TV направили материальную помощь Турции.
В 2000 году на телеканале впервые запустили спортивную трансляцию — матчи Чемпионата Европы по футболу. Чемпионаты Европы и Мира транслировались на телеканале вплоть до 2009 года, после чего лицензию на их показ выиграл телеканал Lider.
В 2015 году телеканал был оштрафован за показ телепередач «Салам, Азербайджан!», «Ты не один», «Ищу тебя» и «Шоколад». НСТР выписал телеканалу штраф в размере 54 000 манат.
13 октября 2015 года телеканалу был вновь выписан штраф из-за нарушения закона о показе рекламных роликов.
25 октября 2015 года телеканал был оштрафован в размере 5 000 манат из-за того, что во время показа художественного фильма реклама по хронометражу длилась 26 минут. Ранее телеканал несколько раз был оштрафован за это же нарушение. Суммарный штраф составил 25 000 манат. Было принято решение сократить вещание телеканала.
После интервью с турецким оппозиционером Фетхуллахом Гюленом, который был причастен к попытке государственного переворота в Турции, 18 июля 2016 года было принято решение о приостановлении вещания ANS TV с 18:30 этого дня сроком на 1 месяц.
В июле 2016 года на ANS TV вышел последний выпуск новостей, в ходе которого ведущие и журналисты попрощались со зрителями.
18 июля 2016 года телеканал прекратил вещание; также прекратил существование одноимённый холдинг и радиоканал. В последней заставке телеканала был логотип ANS TV, под которым стояла подпись «Власти закрыли ANS-TV!». После этого изображение перешло на настроечную таблицу.
29 июля 2016 года лицензия телеканала была аннулирована. В 2017 году частота «ANS TV» была закрыта.

## Телепередачи
Новости
- 1991—2016 — «Xəbərçi» (ведущие — Миршахин Агаев, Мурад Латифов, Эфсане Мехдиева, Камаля Алескендеркызы, Хатира Мамедова, Рита Омерова, Нигяр Махмудова, Натаван Бабаева)
- 1998—2016 — «Iç Xəbər» («Новости») (ведущие — Рита Омерова, Камаля Алескендеркызы)
- 2000—2016 — «Salam, Azərbaycan!» («Привет, Азербайджан») Утренняя информационная телепередача (ведущие — Нигяр Махмудова, Натиг Наилеоглу).
- 2007—2016 — «Hesabat» («Отчёт») Телепередача-журналистское расследование по вопросам, вызывающим общественный интерес (ведущий — Миршахин Алиев)
- 2012—2016 — «Hesab Vaxti» («Время отчёта») (ведущие — Вефа Шахлаи, Диана Дадашова, Тунзаля Рафиккызы)
- 2012—2016 — «Passport» («Паспорт») (ведущие — Севиндж Эминзаде, Кенан Хакимов, Вусал Сулейман)
- «Baş Xəbər» («Главные новости») Информационная телепередача, предоставлявшая самые свежие новости Азербайджана
- «Orta Gün» Информационный телеканал, посвящённый новостям культурной жизни Азербайджана
- «Xüsusi müxbir» («Специальный корреспондент»). Документальный цикл телепередач, посвящённый проблемам азербайджанского общества

Познавательные
- Alın Yazisi. Телепередача о судьбах людей.
- Günə baxan. Утренняя информационно-развлекательная телепередача.
- İncə Maraqlar. Телепередача о жизни женщин.

Правовые
- 2003-16 — Cinayət işi. Криминальные сводки в Азербайджане (ведущий — Рашад Аббасов).

Социальные
- Dəməsək Olmaz. Социально-аналитическая телепередача, раскрывающая темы и проблемы людей (ведущая — Хошгедем Бахшалиева).

Телеигры
- Ağıl Dəryasi (аналог Умницы и умники). Интеллектуальная телеигра, где ученики 11-го класса боролись за выигрыш учёбы за границей.

'Шоу
- 1997-2016 — Марш (ведущий — Рахиб Галиб).